# Jakowlew Jak-10
Die Jakowlew Jak-10 (russisch Яковлев Як-10) war ein einmotoriger verstrebter Schulterdecker und wurde als Verbindungsflugzeug eingesetzt. Gebaut wurden 40 Exemplare.

## Geschichte
Im Jahr 1944 flog der Typ erstmals unter der Bezeichnung Jak-14. Da kurz darauf ein Lastensegler von Jakowlew dieses Kürzel erhielt, wurde die Maschine umbenannt. Eine Parallelkonstruktion war die im selben Jahr erschienene Jak-13.
Die ersten Flugtests erfüllten die Erwartungen an das Flugzeug nicht, weshalb man einige Veränderungen vornahm. Im Juni 1945 war dann die Erprobung endgültig abgeschlossen und das Muster ging mit dem 145-PS-Motor M-11FM in Serie. Die Höchstgeschwindigkeit lag bei 200 km/h.
Als Weiterentwicklung erschien die in Großserie in mehreren Varianten gebaute Jakowlew Jak-12.

## Versionen
- Jak-10W (Wywosnoi=Trainer) bezeichnete Version mit Doppelsteuerung
- Jak-10S eine Sanitätsausführung
- Jak-10G Schwimmerversion diese kam über das Prototypenstadium nicht hinaus.
- eine Version mit Schneekufen

## Technische Daten
| Kenngröße             | Daten                              |
| --------------------- | ---------------------------------- |
| Besatzung             | 1                                  |
| Passagiere            | 3                                  |
| Spannweite            | 12,00 m                            |
| Länge                 | 8,45 m                             |
| Höhe                  | 2,40 m                             |
| Flügelfläche          | 22,0 m²                            |
| Flügelstreckung       | 6,5                                |
| Leermasse             | 792 kg                             |
| Startmasse            | normal 1150 kg maximal 1230 kg     |
| Triebwerk             | ein Fünfzylinder-Sternmotor M-11FM |
| Leistung              | 145 PS (107 kW)                    |
| Höchstgeschwindigkeit | 200 km/h                           |
| Landegeschwindigkeit  | 79 km/h                            |
| Gipfelhöhe            | 3400 m                             |
| Steigzeit             | 5,5 min auf 1000 m Höhe            |
| Reichweite            | 576 km                             |